# Слуцкин, Абрам Александрович
Слуцкин Абрам Александрович (13 июля 1891 — 1950) — советский радиофизик родом из Борисоглебска (теперь Воронежская область России), действительный член АН УССР (с 1948).

## Биография
Его учителем был профессор Дмитрий Аполлинариевич Рожанский.
После окончания Харьковского университета (1916) свыше 30 лет работал на его кафедре (с 1928 года — профессор). С 1929 года одновременно руководил отделом Украинского физико-технического института (УФТИ).
Похоронен академик А. А. Слуцкин на 2-м Харьковском кладбище. На фасаде дома по ул. Чайковской, 14 установлена мемориальная доска.

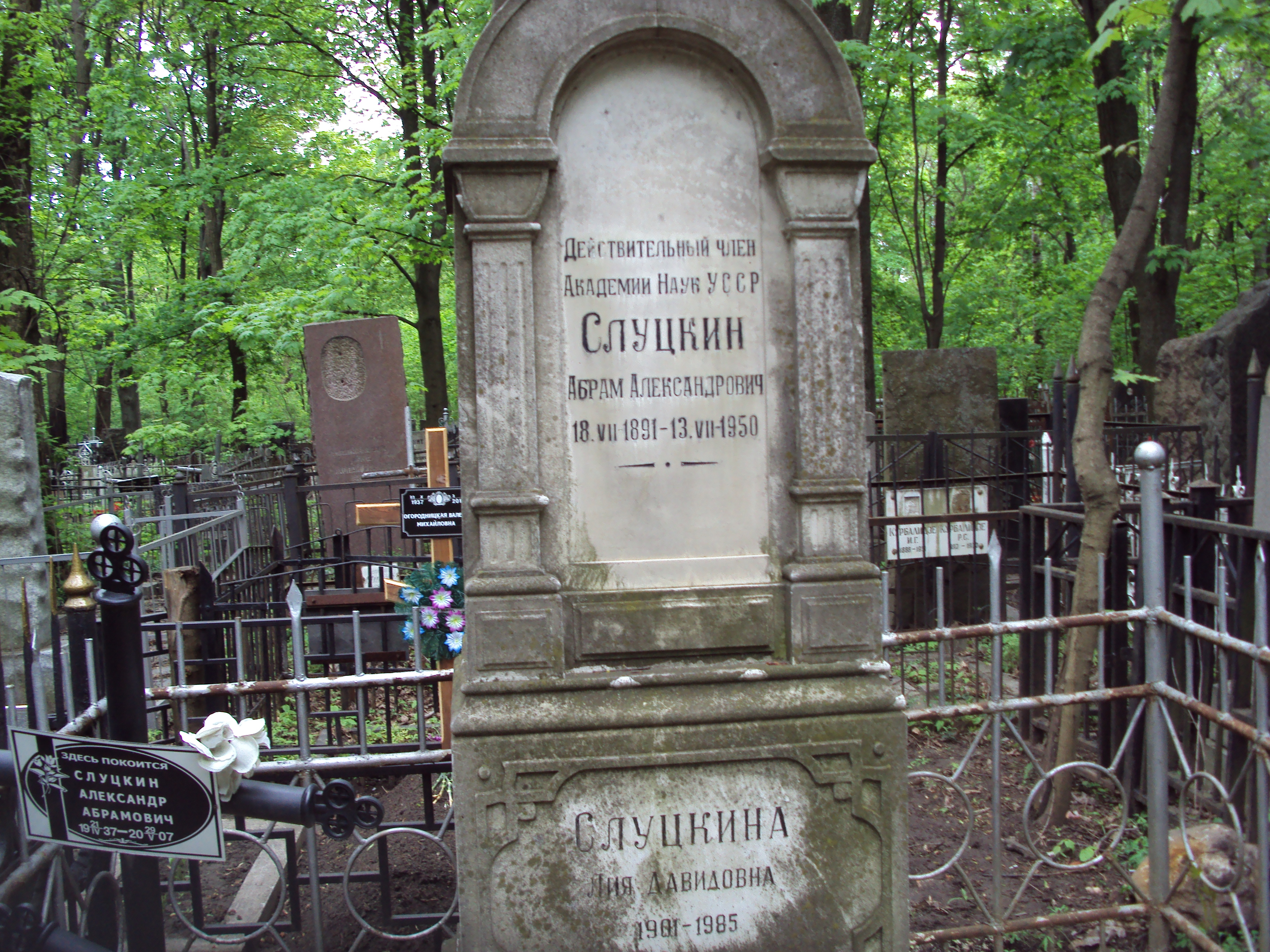
Могила академика А. А. Слуцкина на 2-м Харьковском кладбище

## Научные интересы
В 1924 году Слуцкин вместе с Дмитрием Самойловичем Штейнбергом (1874—1934) разработал новый способ генерирования высокочастотных колебаний в магнетронах с длиной волны 7—50 см.
Результаты исследований Слуцкина легли в основу постройки в 1938 году в УФТИ действующего макета импульсного трёхкоординатного радиолокатора в диапазоне дециметровых волн. Под руководством Слуцкина во второй половине 1940-х годов были разработаны многорезонаторные магнетроны сантиметрового и миллиметрового диапазонов, исследовалось распространение и поглощение волн сверхвысоких частот в различных средах. Слуцкин — автор более 50 опубликованных научных работ по радиофизике и электронике.

## Общественная деятельность и ученики
Среди учеников Слуцкина академики Александр Яковлевич Усиков, Семен Яковлевич Брауде, доценты И. Д. Трутень и В. К. Ткач. Академик Слуцкин в конце 1940-х годов был председателем Харьковского отделения Всесоюзного научно-технического общества радиотехники и электросвязи имени А. С. Попова (учёный секретарь правления Харьковского отделения ВНТОРиС — доцент Кирилл Евгеньевич Милославский).